# Ibiapina
Ibiapina é um município brasileiro do estado do Ceará. Sua população estimada em 2021, era de 25 165 habitantes.

## Etimologia
O topônimo "Ibiapina" vem do tupi e significa "terra pelada", através da junção dos termos yby ("terra") e apin ("rapado, pelado").
Sua denominação original era São Pedro, depois São Pedro da Baepina ou Baiapina, São Pedro de Ibiapina e, desde 1938, Ibiapina.

## História
Antes da chegada dos colonizadores portugueses, no século XVII, o atual território de Ibiapina era habitado por nações indígenas Tupis (Tabajara) e tapuias (cararijus). Existiam mais de setenta aldeias indígenas na região, sendo conhecidos os chefes tabajaras Irapuã ("Mel Redondo") e seu irmão, Jurupariaçu ("Demônio Grande"). É uma das regiões do Ceará no qual os indígenas já tinha contatos e negociavam com os franceses estabelecidos em São Luis do Maranhão antes da chegada dos portugueses.
Os portugueses chegaram a partir de 1603, com a expedição de Pero Coelho de Souza e tinham, como intuito, encontrar um caminho por terra para poder expulsar os franceses do Maranhão. Nessa expedição, também veio o jovem Martim Soares Moreno. Pero Coelho e suas tropas guerrearam com os nativos, vencendo-os e fechando um acordo de paz com os mesmos, porém, quando este e suas tropas avançaram na direção do Piauí, foram derrotados pelos indígenas e franceses.
Em 1607, os padres Francisco Pinto e Luís Figueira chegaram à região, encontrando as aldeias dispersas, em conflito e amedrontadas com relação aos portugueses. Estes ficaram quatro meses na região e, depois do assassinato do padre Francisco Pinto, o padre Luiz Figueira fugiu da região.
Em 1656, vieram os jesuítas do Maranhão com a catequização ao longo da Grande Serra. Nesse período, formou-se o aldeamento a que se denominou Baepina.
Até 1741, pertenceu à Capitania do Piauí, quando, então, passou à jurisdição do Ceará. Até hoje, existe um litígio entre os dois estados sobre as divisas territoriais.

## Geografia

### Clima

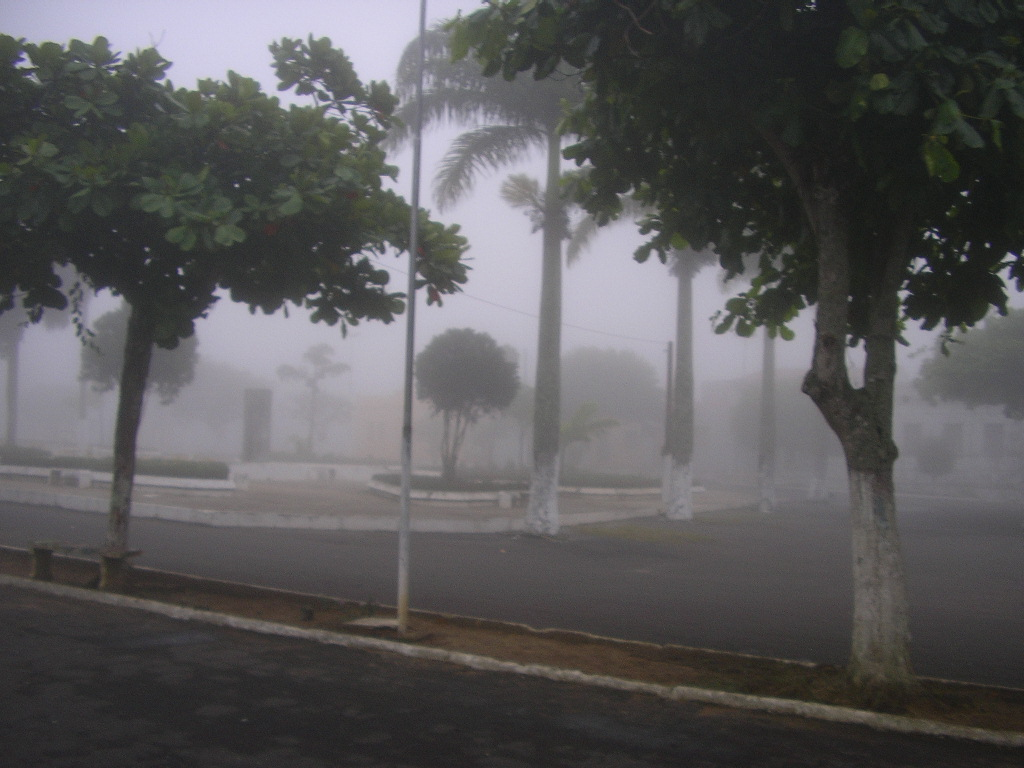
Neblina matinal, fenômeno bastante comum no período chuvoso

Tropical semiúmido com pluviometria média de 1081 mm  com chuvas concentradas de janeiro a maio.

### Vegetação
A vegetação predominante é a Caatinga, mas outros três tipos vegetacionais são encontrados na região: a Floresta Subperenifólia Tropical Plúvio-Nebular (Mata Úmida, Serrana), a Floresta Subcaducifólia Tropical Pluvial (Mata Seca) e o Carrasco